# Histoire de Singapour

Singapour, Asie du Sud-Est

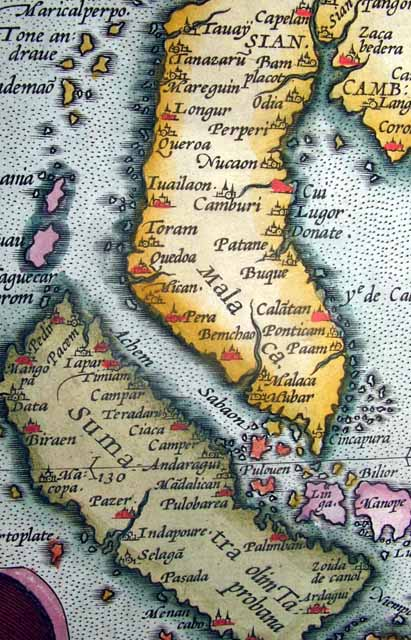
Abraham Ortelius, carte latine, 1603

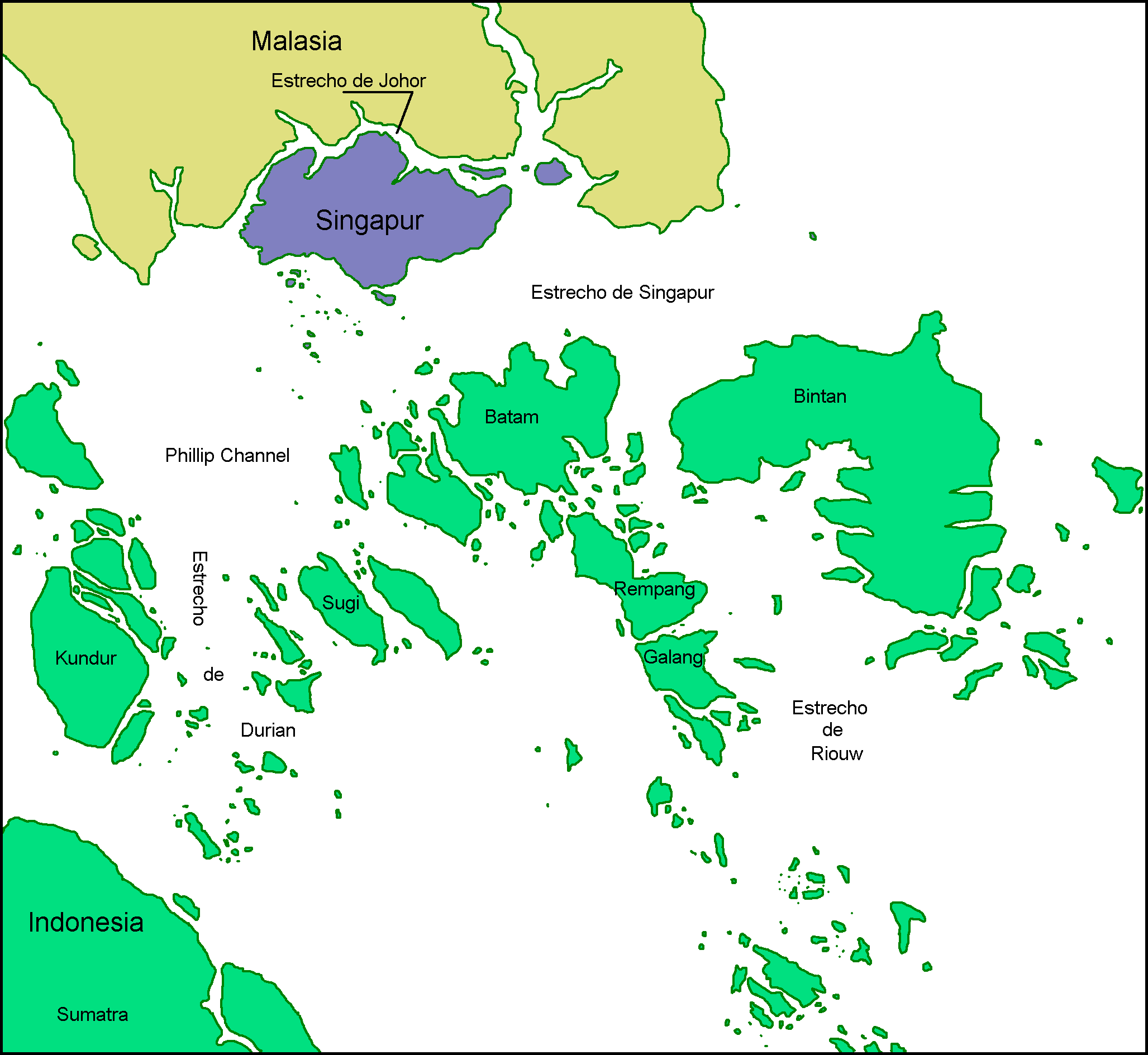
Détroit de Singapour/détroit de Johor

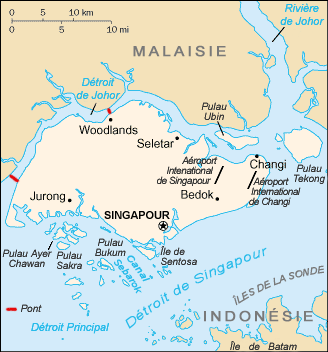
Plan simplifié

L'histoire de Singapour depuis l'adoption du nom Singapura débute au XIVe siècle sous le régime de Parameswara. Après environ un siècle et demi de domination par l'empire britannique, Singapour devient une république indépendante en 1965. 
La population de Singapour (en millions d'habitants) est de 6 en 2024, pour 5 en 2010, 3 en 1990, 2 en 1970, 1 en 1950.

## Temasek, la ville de la mer
Temasek ("la ville de la mer" en javanais), l'ancien nom de l'île où se trouve Singapour, est attesté dès le XIVe siècle. Le Nagarakertagama, un poème épique écrit en 1365 dans le royaume javanais de Majapahit, mentionne « Tumasik » parmi les quelque cent « contrées tributaires » du royaume. En réalité, le territoire contrôlé par Majapahit ne s'étendait que sur une partie de l'est et du centre de Java. Les « contrées tributaires » étaient en fait des comptoirs formant un réseau commercial dont Majapahit était le centre. Majapahit y envoyait des dignitaires dont le rôle était de s'assurer que ces comptoirs ne s'adonnaient pas à un commerce privé qui échapperait au royaume.
- Histoire de Singapour (avant 1819) (en)
- Royaume de Singapura (en) (1299–1398)
- Sultanat de Johor (en) (en) (1528-1855, 1886-1942, 1942-1945, 1945-1946, 1948-présent)
- Histoire de l'influence indienne en Asie du Sud-Est

## Singapura, la ville du lion
L’île fut baptisée Singapura (« ville du lion » en sanskrit) au XIVe siècle par Parameswara (aussi connu comme Sang Nila Utama), un prince de Palembang dans le sud de l'île indonésienne de Sumatra qui se serait exilé pour refuser la suzeraineté de Majapahit après une attaque de celui-ci en 1377.
En fait, il n'y a jamais eu de lion sur l'île mais des tigres (bien qu'il existe un lion d'Asie, Panthera leo persica). Les explorateurs étaient probablement tombés sur un fauve de la jungle et l'ont assimilé à un lion. L'animal symbolique de Singapour est un lion à queue de poisson, le Merlion.
L'emblème de la cité est une tête de lion introduite en 1986 comme symbole national alternatif. Il se veut un reflet de la réputation de Singapour. Il est utilisé, sous forme de logo, pour des occasions informelles notamment pour promouvoir l'identité nationale du pays. Lors de sa présentation, une partie de la population a estimé que la tête aurait dû être tournée vers la droite, symbolique de l'avenir. Cependant, la tête de lion orientée vers la gauche a été conservée.
Le logo est aux couleurs du drapeau national : rouge sur fond blanc. Selon le gouvernement de Singapour, le lion symbolise le courage, la force et l'excellence ainsi que la résilience face aux défis. Les crans de la crinière représentent les mêmes cinq idéaux que les étoiles du drapeau : démocratie, paix, progrès, justice et égalité. Le rouge de la crinière marque la détermination affichée de la nation à relever les défis et surmonter les obstacles.

## Domination néerlandaise (1684-1811)
Singapour et ses environs furent dans l'Empire colonial néerlandais de 1684 à 1811 au sein des Indes orientales néerlandaises.

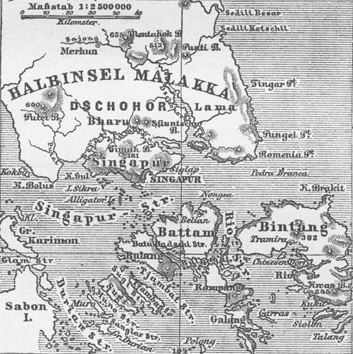
Carte allemande de Singapour, du sud de l'état malaisien de Johor et des îles indonésiennes de Batam et Bintan en 1888.

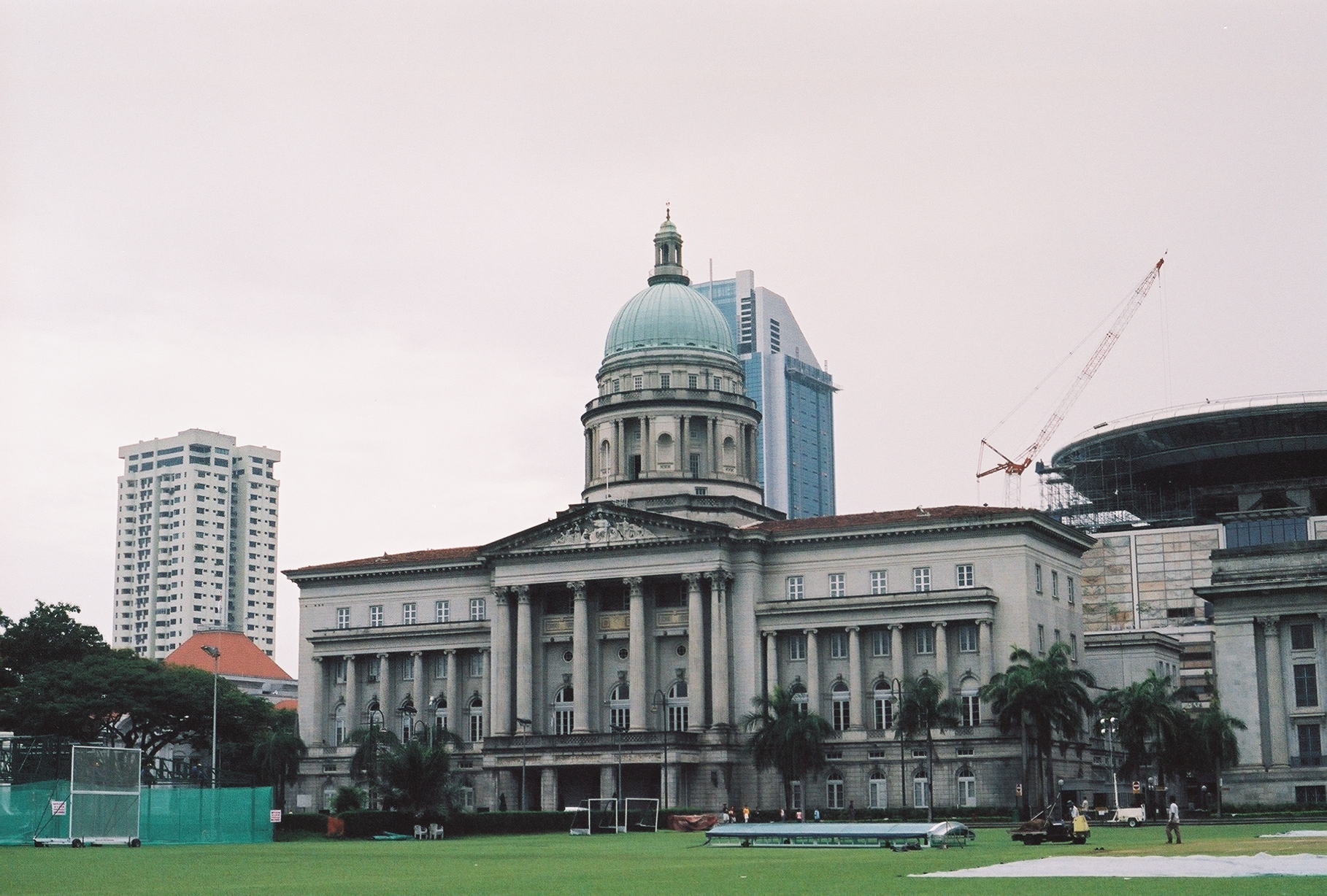
Palais de justice de Singapour.

Un capitaine britannique, Alexander Hamilton, raconte qu'en 1703, le sultan Abdul Jalil de Johor lui offrit l'île de "Singapura", mais qu'il déclina l'offre. Parmi les motivations supposées derrière cette offre, sont évoqués la nouvelle situation créée par l'assassinat du précédent sultan en 1699, la détérioration des liens entre le sultanat et leurs alliés traditionnels, les Orang Laut (« gens de la mer ») et le désir de contrebalancer la domination des Hollandais de la VOC dans la région.
En 1810-1811, quand le royaume des Pays-Bas tombe sous domination napoléonienne, Singapour, l'actuelle Malaisie, ainsi que certaines parties de l'Indonésie (ces dernières pour une très courte période), dont Java et surtout la côte ouest de Sumatra, sont occupées par la Grande-Bretagne.
Après le traité de Vienne de 1815, les régions au sud de Singapour (Indes néerlandaises, actuelle Indonésie) sont restituées aux Pays-Bas (confirmation par le traité de Londres de 1824), tandis que les régions au nord (Singapour et future Malaisie), passent sous contrôle britannique, ce qui est effectif dès 1817. L'île passe alors nominalement sous le contrôle du sultan de Johor. Les militaires britanniques envisagent de construire un port, fondations de la future ville que sera Singapour.

## Régime britannique (1819-1965)

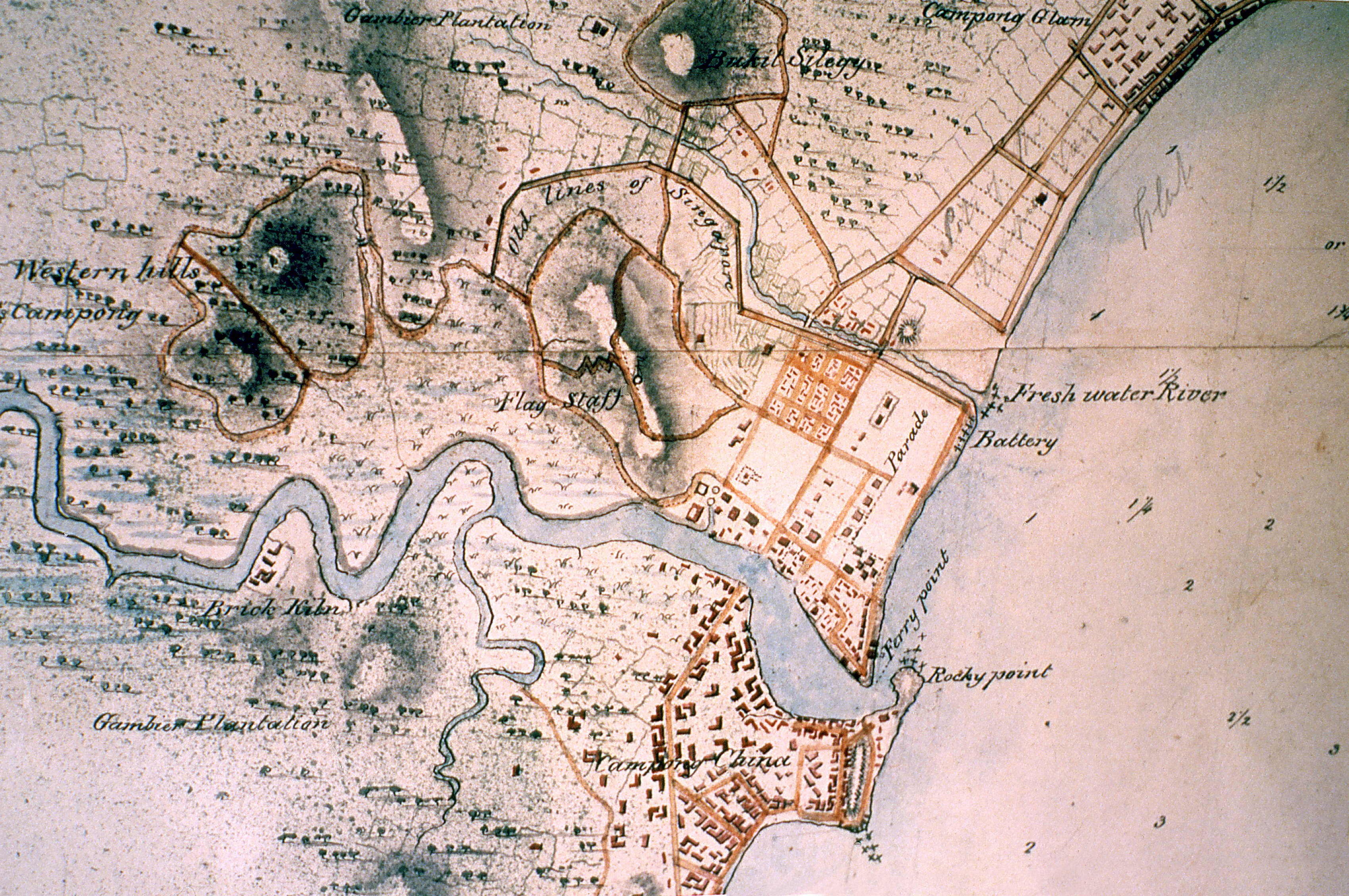
Carte partielle de Singapour en 1825.

En 1819, le Britannique sir Thomas Stamford Raffles achète — pour 33 000 dollars espagnols (pesos) — l'île au Sultan de Johor, Hussein Shahen, et en prend le contrôle pour faire face à la domination commerciale des Néerlandais dans la région. Le Traité de Londres de 1824 entre les Britanniques et les Néerlandais accorde à ces derniers le contrôle des territoires revendiqués par les Européens au sud de Singapour. En 1826, Singapour, Malacca et Penang furent réunis au sein des Établissements des détroits ou Straits Settlements. Ainsi, Singapour devint une base navale britannique importante, qui permettait de contrôler le passage à travers le détroit de Malacca.
Cependant, cet arrangement plaça la colonie sous le contrôle de la vaste bureaucratie et la hiérarchie complexe de la Compagnie britannique des Indes orientales. Plus tard, des commerçants firent pression sur les Britanniques pour réformer la législation car il y avait un besoin croissant de nouvelles mesures contre le crime et la piraterie. Avec les Établissements des détroits, Singapour fut donc déclaré « colonie de la couronne » en 1867, ce qui signifia une administration de Singapour par la couronne britannique, via le secrétariat d'État aux Colonies. La situation perdura jusqu'à l'indépendance en 1965, hormis la parenthèse de l'occupation japonaise.
Durant la colonisation britannique, l'immigration se développa. En effet, les Britanniques firent venir dans la région des travailleurs chinois et indiens pour développer le commerce et travailler dans les plantations d'hévéas. Vu l'interdiction faite aux étrangers d'acheter des terres agricoles en Malaisie, ces communautés s'installèrent à Singapour.
- Compagnie britannique des Indes orientales (1600-1875)
- Sultanat de Lingga-Riau (1819-1911, Johor)
- Traité de Singapour (1819) (en)
- Années fondatrices du Singapour moderne (1819-1826)
- Liste des gouverneurs de Singapour (en) (1819-1959)
- Mutinerie de Singapour (1915) (en) (Armée indienne britannique)
- Sociétés secrètes dans la colonie de Singapour (en)

## Seconde Guerre mondiale, puis reconstruction
Durant la Seconde Guerre mondiale, à partir du 15 février 1942, l’île est soumise à l'expansionnisme du Japon Shōwa et intégrée dans la sphère de coprospérité de la Grande Asie orientale malgré la Stratégie de Singapour, à la suite d'une invasion dirigée depuis les terres, alors que les défenses de la ville n'étaient encore orientées que vers la mer, selon un  dispositif appelé « Syonan-To » (en français « lumière des Sud »). Dans le massacre de Sook Ching, on estime qu'entre 20 000 et 100 000 Chinois furent tués en tant qu'« éléments anti-Japonais » pendant l'occupation. Les historiens locaux appellent cette période « les années les plus sombres de l'histoire de Singapour ». 
L'armée impériale japonaise y implante également l'unité de recherche bactériologique 9420, une filiale de l'unité 731, où des chercheurs nippons pratiquent des expérimentations sur des cobayes humains. Dans le même temps, un camp de prisonniers de guerre, à Singapour, appelé « camp de Changi », accueille des militaires britanniques, américains et australiens, principalement, capturés dès 1942 ou durant la guerre, y sont détenus, interrogés. Les pertes humaines y sont élevées, à cause de l'hygiène déplorable et de la famine essentiellement. L'Empire britannique récupère Singapour seulement le 5 septembre 1945.
- Établissements des détroits (1826-1946) : détroit de Singapour, détroit de Malacca, île de Penang (et ses deux ports), île de Pangkor-Dinding
- Singapour dans les Établissements des détroits (1826-1942)
- Bataille de Singapour (janvier-février 1942)
- Occupation japonaise de Singapour (1942-1945)
- Bombardements de Singapour (1944-1945)
- Opération Tiderace (août-septembre 1945)
- Colonie de Singapour (1946-1958) (en)

## Indépendance/Autonomie (1958-1965)
Après la Seconde Guerre mondiale, l'insurrection communiste malaise, issue de la résistance à l'occupation japonaise, ébranle la domination britannique dans la région. Londres envoie renforts et armes, proclame l’état d’urgence, impose la loi martiale et la mise hors la loi des communistes. À Singapour, où la contestation sociale paralyse les activités portuaires, la répression frappe les grévistes et leurs organisations politiques et syndicales.
En 1959, les Britanniques dotent Singapour d'une constitution propre et Lee Kuan Yew est élu Premier ministre. Son parti, le Parti d'action populaire (People's Action Party) propose alors l'intégration à la fédération de Malaisie (devenue « Malaysia » après l'intégration du Sabah et du Sarawak), ce qui fut fait le 16 septembre 1963. Cependant, Lee Kuan Yew avait une conception de la nationalité « malaisienne » différente de celle du gouvernement de Kuala Lumpur qui souhaitait clairement privilégier les Malais. Selon lui, toutes les populations de la fédération (malaise, chinoise, indienne, eurasienne…) étaient appelées à devenir des citoyens.
Peu après, dès 1964, des troubles inter-ethniques éclatent entre Malais et Chinois. 
En effet, l'intégration de Singapour, ville peuplée à 80 % de Chinois, aurait mis en péril les structures de l'État malais dont la population autochtone est très majoritairement musulmane, puisque la communauté chinoise, de confession essentiellement bouddhiste, taoïste ou confucianiste, représentait 42 % de la population de la fédération. 
Des extrémistes malais fomentèrent alors de sanglantes émeutes, espérant ainsi justifier l'intervention de l'armée fédérale (essentiellement malaise) dans la grande métropole chinoise. 
Au lieu de cela, le parlement de la fédération (constitué au deux tiers de Malais) vota, le 9 août 1965, un amendement à la Constitution fédérale rendant à Singapour sa liberté, au détriment de Lee Kwan Yew qui ne la réclamait pas. L'indépendance de Singapour est donc proclamée quelques heures plus tard d'un commun accord entre les parties. Le nouvel État intègre l'ONU en tant que 117e membre de l'organisation, le 22 octobre suivant, tandis que la république est proclamée deux mois plus tard, le 22 décembre,.
- Fédération de Malaisie (1948-1963)
- Autonomie de Singapour (en) (1958-1963
- Référendum d'intégration de Singapour (1962) (en)
- Malaysia Bill (en) (1963)
- Accord relatif à la Malaisie de 1963
- Singapour en Malaisie (en) (1963-1965)
- Accord sur l'indépendance de Singapour (1965)
- Proclamation de Singapour (1965)
- Loi de Singapour de 1966

## De 1965 à nos jours

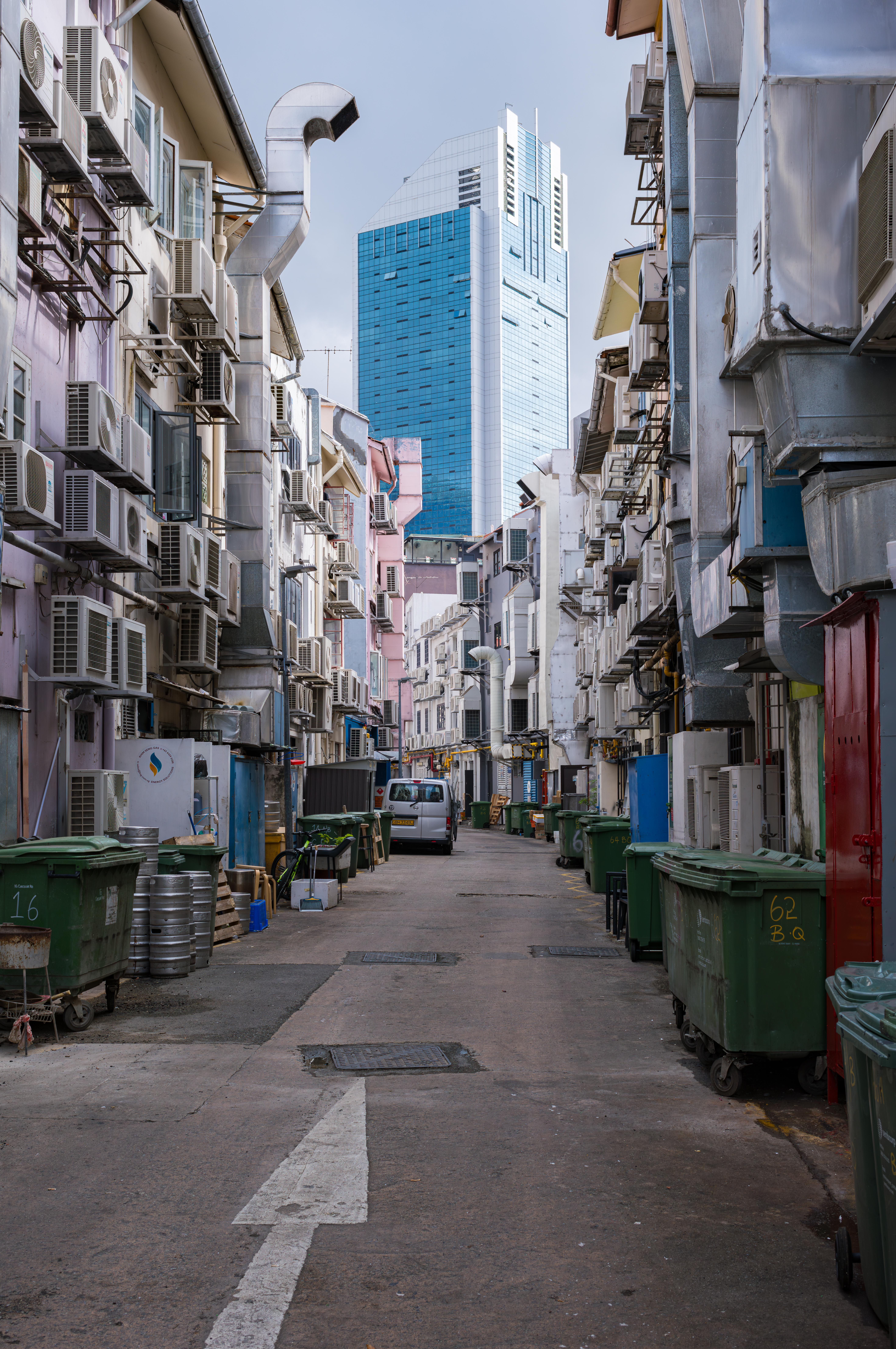
L'ancien et le nouveau Singapour, vu depuis Boat Quay. Août 2023.

Singapour, sous le régime de Lee, fut caractérisée par l'un des taux de peine de mort les plus élevés au monde, et par un usage généralisé de la détention administrative, illimitée et sans jugement, infligée tant aux délinquants qu'à des opposants politiques. Le régime, basé sur une économie de libre marché et un contrôle ferme du gouvernement sur la société, a servi de modèle pour Deng Xiaoping lors de la réforme économique chinoise en 1978. 
En 1997, comme les autres États asiatiques, Singapour fait face à un afflux massif de capitaux étrangers qui se retirent ensuite, déstabilisant la monnaie puis l'économie des pays.
Singapour a atteint une certaine prospérité grâce à l'industrie électronique et surtout son activité bancaire, constituant un paradis fiscal particulièrement opaque entre Asie et Occident.[réf. nécessaire]
Le pays est toujours sous la coupe autoritaire du Parti d'action populaire. En plus de soixante-dix ans, Singapour n'a connu que quatre premiers ministres, dont Lee Kuan Yew (de 1959 à 1990), son fils Lee Hsien Loong, en poste de 2004 à 2024, et Goh Chok Tong (1990 à 2004), et Lawrence Wong depuis 2024.
- Liste d'émeutes à Singapour (en)
- Émeutes raciales de 1969 à Singapour